# Tonje Brenna
Tonje Brenna, née le 21 octobre 1987, est une femme politique norvégienne membre du Parti travailliste.

## Biographie
En 2010, elle est nommée secrétaire générale de la Ligue des jeunes travaillistes de Norvège et est présente lors de l'attaque terroriste à Utøya le 22 juillet 2011. Dix ans plus tard, elle publie un livre 22. juli – og alle dagene etterpå sur son expérience de survivante.
De 2012 à 2013, elle est conseillère politique du cabinet du Premier ministre Jens Stoltenberg. En 2017, elle est élue au Storting pour le comté d'Akershus pour la période 2017-2021, mandat qu'elle conserve pour la période 2021-2025.
En octobre 2021, elle est nommée dans le gouvernement Støre au poste de ministre de l'Éducation, succédant ainsi à Guri Melby.